# 慕容儼
慕容 儼（ぼよう げん、生没年不詳）は、北魏末から北斉にかけての軍人。字は恃徳。清都尹成安県の出身。本貫は昌黎郡棘城県。

## 経歴
北魏の南頓郡太守の慕容叱頭の子として生まれた。前燕の慕容廆の末裔とされる。その容貌は群を抜いており、衣冠をつけた姿は雄偉であった。若くして侠を自任し、交友は軽薄で、長安と洛陽のあいだを豪遊した。読書を好まず、兵法を学び、騎射を得意とした。正光5年（524年）、北魏の河間王元琛が寿春の救援に向かうと、慕容儼は元琛に召し出されて左廂軍主となり、戦功を挙げた。軍を西硤石に宿営させ、渦陽の包囲を解き、倉陵城と荊山戍を平定した。南朝梁の将軍の鄭僧らが待ち伏せて会戦すると、慕容儼はこれを攻撃して、その将の蕭喬を斬り、梁軍を退却させた。さらに慕容儼は梁の王神念らの軍を襲撃して破り、200人あまりを捕らえた。孝昌3年（527年）、梁が将軍を派遣して東豫州を攻撃すると、大都督の元宝掌がこれを討つこととなり、慕容儼は別将をつとめた。さらに王苟の反乱軍を陽夏郡に攻撃して鎮圧した。
建義元年（528年）、爾朱栄が洛陽に入ると、慕容儼は京畿南面都督に任じられた。永安元年（同年）、西荊州が梁の将軍の曹義宗に包囲されると、慕容儼は救援に赴いた。このとき北淯郡太守の宋帯剣が離反したため、慕容儼は軽騎で出撃してその不意を突いて城下に迫ると、「大軍がやってきたというのに、太守はどうして迎えないのか」と叫んだ。宋帯剣は恐慌を起こして出迎え、慕容儼はこれを捕らえて北淯郡を平定した。さらに梁の将軍の馬元達・蔡天起・柳白嘉らを撃破して戦功を重ね、強弩将軍の号を受けた。梁の将軍の王玄真・董当門らと戦い、いずれも撃破して、穣城の包囲を解き、南陽と新郷を奪回した。積射将軍に転じ、持節・豫州防城大都督となった。
爾朱氏が高歓に敗れると、慕容儼は豫州刺史の李恩とともに高歓に帰順した。勲功により安東将軍・高梁郡太守に累進し、五城郡太守に転じた。東雍州刺史の潘楽と不仲だったことから、高歓は潘楽を召還して、代わりに慕容儼を刺史とした。天平4年（537年）、沙苑の戦いで東魏が敗れると、西魏の荊州刺史の郭鸞が兵を率いて慕容儼を攻撃した。慕容儼は抗戦すること200日あまり、昼夜奮戦して、郭鸞の軍を破った。追撃して300人あまりを斬り、さらに西魏の刺史の郭他を捕らえた。このとき東魏の西辺の諸州の多くは西魏に攻め落とされたが、慕容儼はひとり任地を守り切って、鎮南将軍の号に進められた。武定3年（545年）、軍を率いて襄州の包囲を解いた。このころたびたび柔然への使者として派遣され、蠕蠕公主を迎えた。武定4年（546年）、玉壁の戦いに参戦した。武定5年（547年）、河橋五城に駐屯した。侯景が離反すると、慕容儼は陳郡の反乱軍を攻撃し、侯景の部下の厙狄曷頼・鄭道合・王彦夏・狄暢らを捕らえ、100人あまりを斬った。軍を返して項城に入り、侯景の任命した刺史の辛光と蔡遵とその部下2000人を捕らえた。武定6年（548年）、譙州刺史に任じられ、たびたび戦功を挙げた。武定7年（549年）、膠州刺史に転任した。
天保元年（550年）、北斉が建国されると、慕容儼は開府儀同三司の位を受けた。天保3年（552年）、合肥が包囲されると、慕容儼は暴顕や歩大汗薩らとともに梁の北徐州を攻撃し、その刺史の王強を捕らえた。天保6年（555年）、梁の司徒の陸法和と儀同の宋茝らがその部下を率いて郢州城ごと北斉に帰順した。このとき清河王高岳が軍を率いて長江流域におり、諸軍を招集して郢城を守る人材を求めると、人々は慕容儼を推挙した。高岳はこれを認めて、慕容儼を郢城に派遣して駐屯させた。慕容儼が入城すると、梁の大都督の侯瑱と任約が水陸の軍を率いて城下を包囲した。慕容儼が城中の城隍神の神祠に祈祷すると、衝風が起こって包囲の鉄鎖を切ったといい、神助を得たとして城中の士気が高まった。侯瑱が城北に柵を築いて坊郭を焼き払い、任約が城南に営塁を置いて連係した。慕容儼は兵を率いて出城し、包囲側の梁軍を破り、500人あまりを捕らえた。梁の蕭循は5万の兵を率いて侯瑱・任約の軍と合流し、夜襲を仕掛けた。慕容儼は将士とともに奮戦し、明け方になって任約らは退却した。追撃して侯瑱の驍将の張白石を斬首した。侯瑱は千金をもってその首級を買おうとしたが、慕容儼は与えなかった。夏5月、侯瑱・任約らが再び協力して郢州を包囲した。城中には食が少なく、補給も途絶し、コウゾ・桑の葉・カラムシの根・ウキクサ・クズ・もぐさなどの草、あげくは靴や皮帯や人肉まで食べた。慕容儼は信賞必罰が明確で、分配が公平であり、窮状にあっても離反者を出さなかった。
後に梁の敬帝が擁立されると、北斉に使者を派遣して請和を願い出てきた。北斉の文宣帝は郢州の城が守るのに不便であることから、慕容儼に召還の命令を出した。慕容儼は趙州刺史に任じられ、その爵位を伯から公に進められた。
天保9年（558年）、反乱を討って功績を挙げた。天保10年（559年）、揚州行台に任じられ、王貴顕や侯子鑑とともに蕭荘を護送した。郭黙・若邪の2城を築いた。南朝陳の新蔡郡太守の魯悉達と大蛇洞で戦い、これを撃破した。蕭荘と王琳の軍を監督して、陳の将軍の侯瑱・侯安都と蕪湖で戦ったが、敗れて帰った。皇建元年（560年）、成陽郡公の別封を受けた。天統2年（566年）、特進に任じられた。天統4年（568年）10月、猗氏県公の別封を受けた。天統5年（569年）4月、爵位は義安王に進んだ。武平元年（570年）、光州刺史として出向した。慕容儼の統治は清廉潔白なものとはいえなかったが、派手な蓄財や残酷なこともまたしなかった。ほどなく死去し、司徒・尚書令の位を追贈された。

## 子女
- 慕容子会（郢州刺史）[16]
- 慕容子顒（給事黄門侍郎）[19][18]

## 伝記資料
- 『北斉書』巻20 列伝第12
- 『北史』巻53 列伝第41